# Verfassungsrealismus
Verfassungsrealismus ist die Bezeichnung einer bestimmten verfassungstheoretischen Betrachtungsweise der Verfassung analog zur rechtstheoretischen Betrachtungsweise des Rechts im Rechtsrealismus.
Der Begriff geht auf Ernst Fraenkel zurück, der ihn zur Einordnung der Arbeiten Karl Loewensteins zur Verfassungstheorie verwendete, die ihrerseits von soziologischen Ansätzen Max Webers und dem amerikanischen Legal Realism beeinflusst sind.
Der Verfassungsrealismus ist Loewensteins Abkehr vom damals in Deutschland vorherrschenden Rechtspositivismus (siehe auch Methodenstreit der Weimarer Staatsrechtslehre), ohne dabei auf überpositive Argumentationen zurückzugreifen.